# Brian Michael Smith
Brian Michael Smith (Ann Arbor, 29 de enero de 1983) es un actor estadounidense conocido por sus actuaciones innovadoras en televisión y su defensa de la representación trans en los medios. Su papel como Toine Wilkins, un oficial de policía transgénero, en Queen Sugar de Ava DuVernay lo lanzó a una serie de papeles de alto perfil, incluido el estratega político Pierce Williams en The L Word: Generation Q (2019). Smith se convirtió en el primer hombre trans negro en un papel recurrente en una serie de televisión cuando fue elegido como el bombero Paul Strickland en 9-1-1: Lone Star (2020) de FOX. Otras apariciones incluyen Chicago P.D. de NBC, Girls de HBO y el thriller Homeland.

## Filmografía
| Año           | Título                             | Papel             | Notas        |
| ------------- | ---------------------------------- | ----------------- | ------------ |
| 2015          | Girls                              | Policía #1        |              |
| 2016          | The Detour                         | Bombero           |              |
| 2016-2018     | Blue Bloods                        | Oficial Buckley   | 4 episodios  |
| 2017          | Chicago P.D.                       | Roland Garret     |              |
| 2018          | Homeland                           | Técnico de la EMT |              |
| 2017-presente | Queen Sugar                        | Toine Wilkins     | Recurrente   |
| 2019          | The L Word: Generation Q           | Pierce Williams   | Recurrente   |
| 2020-2025     | 9-1-1: Lone Star                   | Paul Strickland   | Protagonista |
| 2020          | Disclosure: Ser trans en Hollywood | Él mismo          | Documental   |